# 桃花湯
桃花湯，出自《傷寒雜病論》。「桃花」，是說赤石脂其色赤白相間，別名桃花石，加之本方煎煮成湯，其色淡紅，鮮艷猶若桃花一般。

## 主治
脈微細濡小，下利便膿血者。